# Семенно мехурче
Семенните мехурчета са две овални тела, разположени над простатата, между пикочния мехур и дебелото черво. Отводящите им каналчета се вливат в семеотводния канал. В тях не навлизат сперматозоиди. Секретът, който отделят, увеличава подвижността на сперматозоидите и тяхната жизненост. Той представлява по-голямата част от семенната течност. Белезникавият секрет, който семенните мехурчета отделят, съдържа простата захар фруктоза. Тя осигурява на сперматозоидите допълнителна енергия, необходима им за придвижването в женските полови пътища до срещата с яйцеклетката.